# سارة فراير
سارة جين فراير (مواليد 24 ديسمبر 1972) تشغل منصب المدير المالي لشركة OpenAI منذ يونيو 2024. كانت تشغل سابقًا منصب الرئيس التنفيذي لشركة Nextdoor الأمريكية للتكنولوجيا من عام 2018 حتى 2024، كما شغلت منصب المدير المالي لشركة Block, Inc. (المعروفة سابقًا باسم سكوير) بين عامي 2012 و2018.

## الحياة المبكرة
```
وُلدت فراير عام 1972 ونشأت في بلدة 
سيون ميلز
 في 
أيرلندا الشمالية
. التحقت بمدرسة ستربان. فازت فراير بمنحة دراسية مقدمة من شركة المحاسبة Arthur Andersen بعد مشاركتها في مسابقة، وعملت لديهم لمدة عام قبل أن تبدأ دراسة الهندسة في جامعة أكسفورد.
درست تخصصات المعادن، والاقتصاد، والإدارة في أكسفورد، ثم حصلت على ماجستير إدارة الأعمال (MBA) من كلية الدراسات العليا للأعمال بجامعة ستانفورد، حيث كانت من الحاصلين على منحة Arjay Miller.
```

## المسيرة المهنية
```
عملت فراير كمحللة في شركة 
ماكنزي
 في جنوب أفريقيا، ثم شغلت منصب مديرة تنفيذية في قسم أبحاث الأسهم بشركة Goldman Sachs، وكانت نائبة الرئيس الأولى للشؤون المالية والاستراتيجية في شركة 
سيلز فورس
 Salesforce، وذلك قبل أن تصبح المدير المالي (CFO) لشركة Square في عام 2012.
```

```
وفي عام 2018، انضمت إلى شركة Nextdoor، وهي خدمة تواصل اجتماعي محلية موجهة للأحياء السكنية، كرئيسة تنفيذية. قادت الشركة لتصبح عامة من خلال الاندماج مع شركة استحواذ ذات غرض خاص (SPAC) في عام 2021. وفي منتصف عام 2024، أعلنت شركة Nextdoor أن فراير ستتنحى عن منصبها كرئيسة تنفيذية. وفي يونيو 2024، انضمت إلى OpenAI،  لتصبح أول مديرة مالية في تاريخها.
```

تشغل فراير عضوية مجلس إدارة كل من Walmart وConsenSys، وكانت سابقًا عضوًا في مجلسي إدارة Slack Technologies وNew Relic. كما أنها تشارك في رئاسة مختبر الاقتصاد الرقمي في جامعة ستانفورد، وتدير مؤسسة Ladies Who Launch، وهي منظمة غير ربحية تدعم رائدات الأعمال، والتي شاركت في تأسيسها.
حصلت على درجة دكتوراه فخرية في العلوم من جامعة ألستر في عام 2018. وفي عام 2019، مُنحت وسام الإمبراطورية البريطانية (OBE) من الملكة إليزابيث الثانية تقديرًا لالتزامها بريادة الأعمال والخدمات المالية.
فراير متزوجة من ديفيد رايلي، وهو شريك سابق في صندوق تحوط، ولديهما ابنة وابن. وتعيش في مقاطعة مارين، كاليفورنيا.
1. ↑  مذكور في: Global Conference 2022 - Speakers. باسم: Sarah Friar - CEO, Nextdoor.